# Trasporti in Abruzzo

Posizione della regione

I trasporti in Abruzzo consistono di un sistema infrastrutturale suddiviso in linee ferroviarie, autostradali, stradali, marittime e impianti aeroportuali.

## Sistema ferroviario

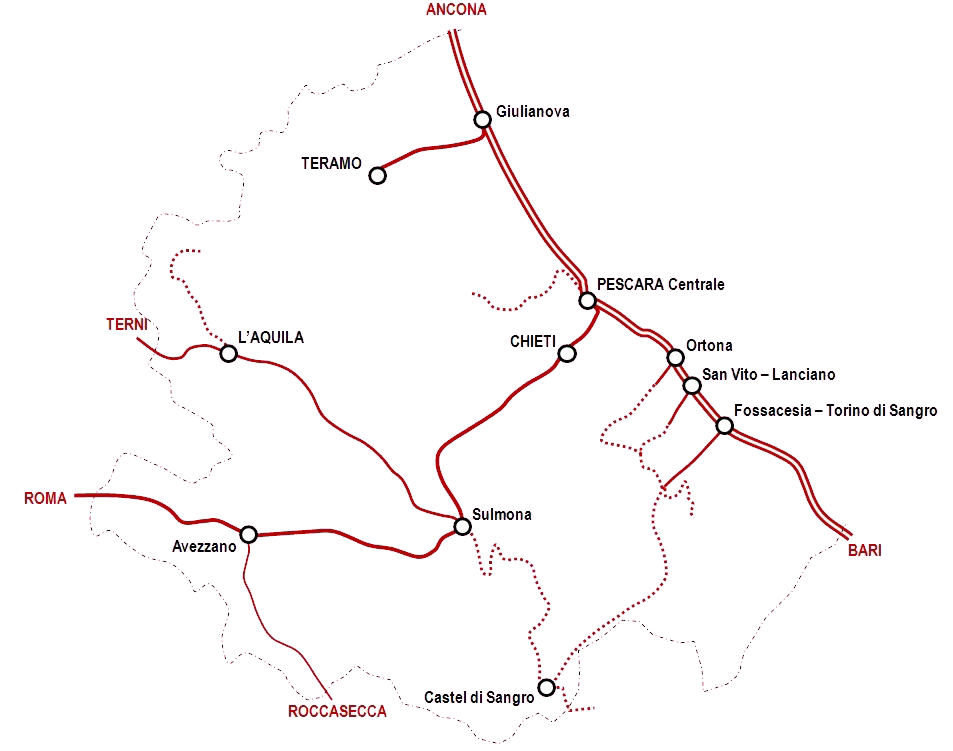
Mappa della rete ferroviaria abruzzese

In Abruzzo, la ferrovia fa la sua comparsa solo con l'Unità d'Italia con l'attivazione, il 13 maggio 1863 del tratto della ferrovia Adriatica tra Ancona e Pescara. In generale il sistema abruzzese risente della difficile morfologia della regione, soprattutto nelle aree interne.
Attualmente la rete si sviluppa per 566 km di lunghezza, di cui 524 km gestiti dalla Rete Ferroviaria Italiana (RFI) e i restanti 186 km dalla Ferrovia Adriatico Sangritana (FAS). Il sistema comprende un'unica linea fondamentale, ossia la già citata ferrovia Adriatica che è anche l'unica a doppio binario, e numerose altre linee complementari; la ferrovia Sulmona-Isernia, inoltre, è attiva solo nella stagione invernale a scopo turistico. Sono in progetto, oltre che il prolungamento della ferrovia Sangritana da Lanciano a Castel di Sangro, altri servizi d'integrazione del sistema nelle principali aree urbane, come la ferrovia urbana nell'aquilano e la filovia nel pescarese.
Linee ferroviarie esistenti
| Linea                             | Lunghezza in Abruzzo | Binario | Elettr. | Tratta                     | Data di attivazione |
| --------------------------------- | -------------------- | ------- | ------- | -------------------------- | ------------------- |
| Ferrovia Adriatica (Ancona-Lecce) | 123 km               | doppio  | sì      | Ancona-Pescara             | 13 maggio 1863      |
| Ferrovia Adriatica (Ancona-Lecce) | 123 km               | doppio  | sì      | Pescara-Ortona             | 15 settembre 1863   |
| Ferrovia Adriatica (Ancona-Lecce) | 123 km               | doppio  | sì      | Ortona-Foggia              | 25 aprile 1864      |
| Ferrovia Roma-Sulmona-Pescara     | 170 km               | singolo | sì      | Pescara-Sulmona            | 1º novembre 1873    |
| Ferrovia Roma-Sulmona-Pescara     | 170 km               | singolo | sì      | Sulmona-Roma               | 30 luglio 1888      |
| Ferrovia Terni-L'Aquila-Sulmona   | 82 km                | singolo | no      | Sulmona-L'Aquila           | 10 maggio 1875      |
| Ferrovia Terni-L'Aquila-Sulmona   | 82 km                | singolo | no      | L'Aquila-Terni             | 30 ottobre 1883     |
| Ferrovia Giulianova-Teramo        | 26 km                | singolo | sì      | Giulianova-Teramo          | 15 luglio 1884      |
| Ferrovia Sulmona-Isernia          | 85 km                | singolo | no      | Sulmona-Cansano            | 18 settembre 1892   |
| Ferrovia Sulmona-Isernia          | 85 km                | singolo | no      | Cansano-Isernia            | 18 settembre 1897   |
| Ferrovia Avezzano-Roccasecca      | 38 km                | singolo | no      | Sora-Balsorano             | 10 ottobre 1895     |
| Ferrovia Avezzano-Roccasecca      | 38 km                | singolo | no      | Balsorano-Avezzano         | 20 agosto 1902      |
| San Vito Chietino-Lanciano        | 9 km                 | singolo | si      | San Vito Chietino-Lanciano | 1º agosto 1912      |
| Ferrovia Ortona-Caldari           | 9 km                 | singolo | no      | Ortona-Caldari             | 10 novembre 1912    |
| Ferrovia Fossacesia-Archi         | 24 km                | singolo | si      | Fossacesia-Archi           | 2013                |
| Totale                            | 566 km               |         |         |                            |                     |

Linee ferroviarie soppresse
- Linea L'Aquila-Capitignano soppressa nel 1935
- Linea Pescara-Penne soppressa nel 1963

## Sistema aeroportuale

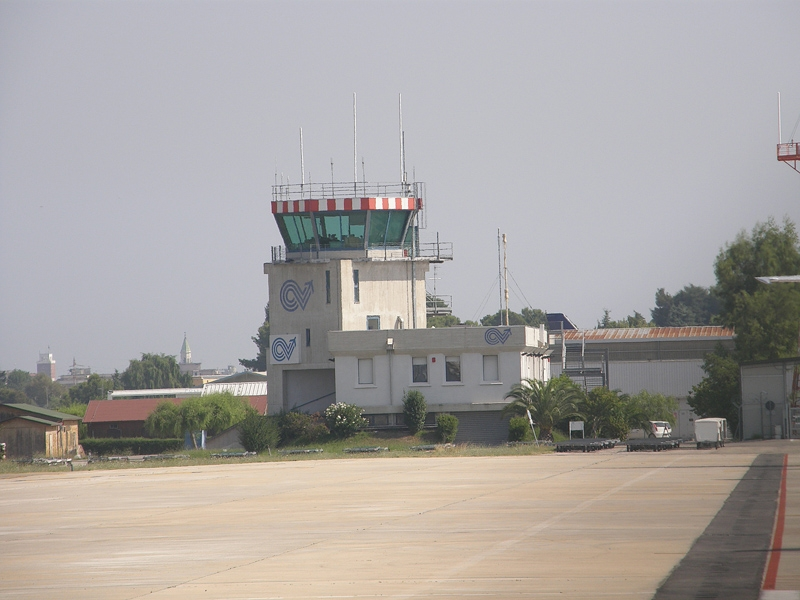
Aeroporto di Pescara: Torre di controllo

La regione è servita dall'aeroporto di Pescara, un aeroporto internazionale che serve un bacino d'utenza superiore ai 700.000 passeggeri annui; collega la città di Pescara e la regione con destinazioni nazionali e internazionali.
L'aeroporto dell'Aquila, ristrutturato in occasione del G8 dell'Aquila tenuto nel capoluogo abruzzese nel 2009, è chiuso dal 2015 ai voli civili.

## Autostrade

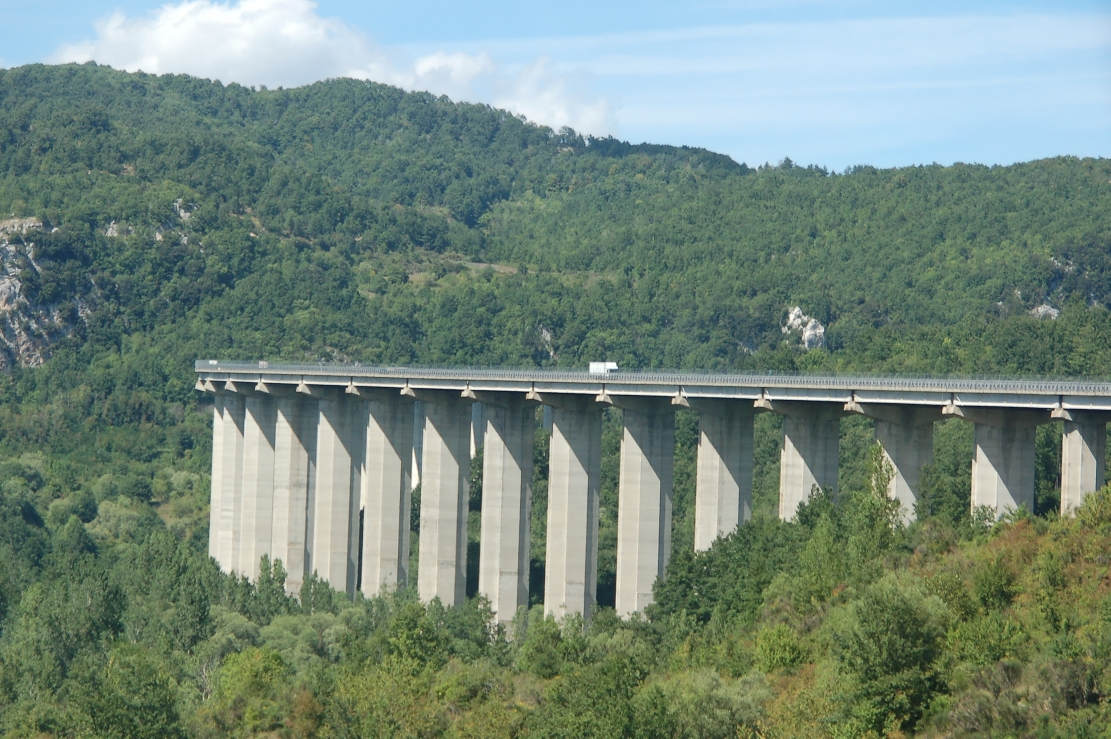
Autostrada A24: Viadotto di Pietrasecca

L'Abruzzo è la terza regione italiana per sviluppo autostradale in rapporto alla superficie territoriale, con un valore pari a 32,7 km per km². La rete autostradale si estende per 352,3 km ponendo l'Abruzzo decima tra le regioni italiane e terza tra quelle del mezzogiorno dopo la Sicilia e la Campania.
La regione è servita da tre autostrade e due raccordi autostradali:
- Autostrada Adriatica: la lunga dorsale adriatica percorre tutta la costa abruzzese da nord a sud, collegando i principali centri della regione al resto del Paese.
- Strada dei Parchi: è stata costruita negli anni settanta e collega Roma con L'Aquila e Teramo; dopo molti anni di lavoro, la costruzione dell'autostrada venne interrotta a Teramo, lasciando incompiuto il tratto finale, che avrebbe dovuto ricongiungersi alla A14 presso Alba Adriatica[12]. All'interno del traforo del Gran Sasso vi è l'accesso ai Laboratori nazionali del Gran Sasso, costruiti contestualmente all'autostrada.
- Strada dei Parchi: diramazione meridionale dell'A24, l'autostrada collega le città di Pescara e Chieti al Lazio e Roma
- Ascoli-mare: il raccordo autostradale, che collega Ascoli Piceno con l'A14, si sviluppa per un breve tratto in territorio abruzzese, in corrispondenza dello svincolo Ancarano-Castel di Lama
- Asse attrezzato: breve asse viario di tipo autostradale che collega i caselli dell'A25 e A14 della Val Pescara alle città di Chieti e Pescara, fungendo anche da tangenziale est-ovest della conurbazione.

## Strade
Le principali strade statali della regione, in molti casi in seguito alla costruzione delle autostrade e di numerose varianti, sono diventate itinerari per lo più turistici attraversando spesso i diversi parchi abruzzesi e zone di alto valore paesaggistico:
| - Via Tiburtina Valeria - Adriatica - Adriatica - del Porto di Pescara - dell'Appennino Abruzzese ed Appulo-Sannitico - superstrada di Bazzano - del Gran Sasso d'Italia - Teramo-mare - Piceno Aprutina - della Valle del Liri - Marsicana - Frentana - della Valle del Vomano - della Valle del Tavo - della Valle del Tirino - della Valle del Volturno | - Vibrata - Picente - di Caramanico Terme - di Manoppello - di Atri - Salto Cicolana - di Lucoli - della Maielletta - di Fondo Valle Alento - di Fondo Valle Trigno - di Fondo Valle Sangro - Val Pescara-Chieti - Tangenziale Sud di L'Aquila - superstrada del Liri - del Parco Regionale Sirente-Velino - Tangenziale di Pescara |

## Sistema portuale

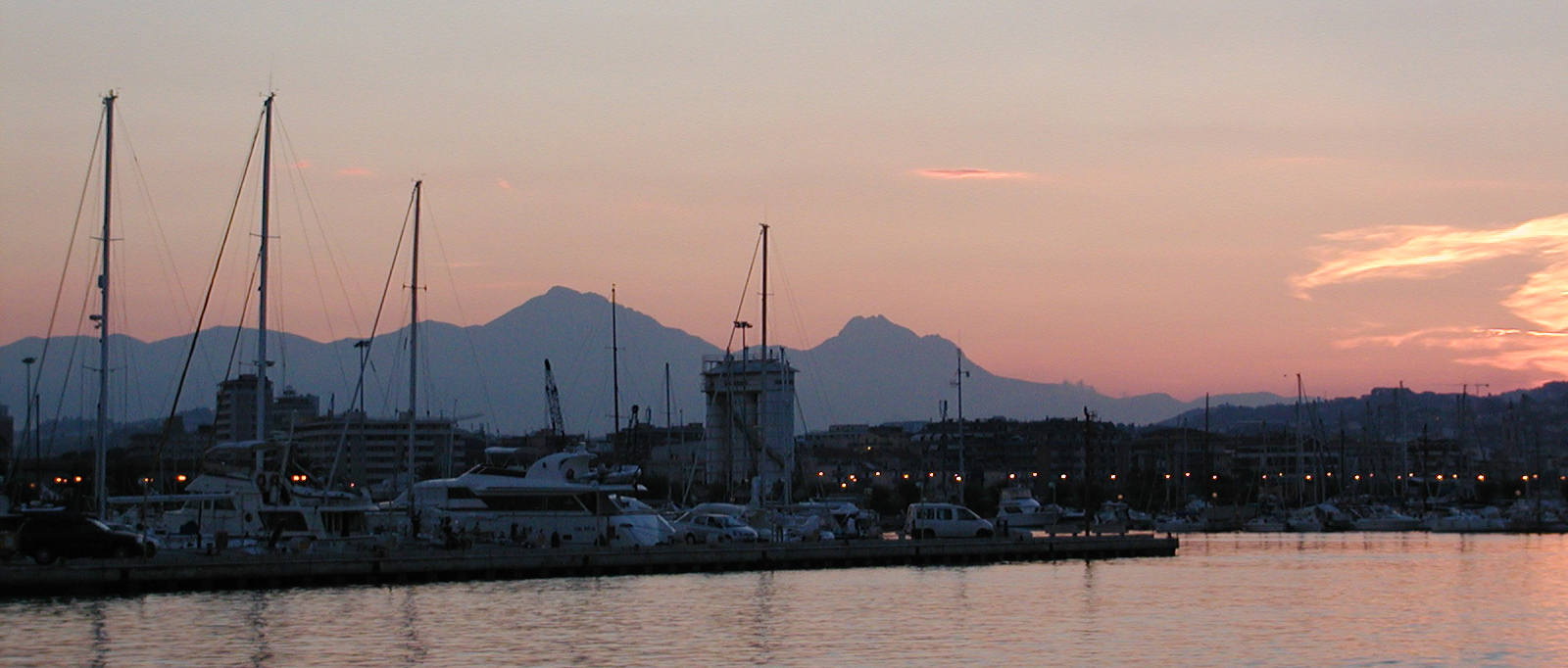
Il porto turistico e sullo sfondo il Gran Sasso d'Italia

In Abruzzo sono presenti 4 principali porti; che nell'anno 2009 secondo l'Istat hanno movimentato 757'000 di tonnellate di merci, mentre per i passeggeri il dato aggiornato al 2010 dava 23.541 passeggeri imbarcati e sbarcati totali (esclusi i porti di Vasto e Giulianova).
- Porto di Pescara
- Porto di Ortona
- Porto di Vasto
- Porto di Giulianova

Nella regione sono presenti altri piccoli porti di tipo turistico che si trovano a San Vito Chietino, Fossacesia, Roseto degli Abruzzi e Francavilla al Mare.

## Autolinee regionali
La regione per quanto riguarda i trasporti pubblici è servita da diverse aziende di trasporto pubblico:
- Società Unica Abruzzese di Trasporto, nota anche come TUA, che serve l'intera regione;
- Azienda Mobilità Aquilana che serve la provincia dell'Aquila;
- La Panoramica e Satam che servono la provincia di Chieti;
- Società Cooperativa Autoservizi Avezzano che serve l'area marsicana della provincia dell'Aquila.